# Sky Group
 Sky Group Limited é um conglomerado britânico de mídia e telecomunicações. A empresa é uma divisão da Comcast, com sede em Isleworth na Grande Londres, Inglaterra, e possui operações no Reino Unido, Irlanda, Alemanha, Áustria, Suíça e Itália. É a maior empresa de mídia e emissora de TV paga da Europa em receita (em 2018), com 23 milhões de assinantes e mais de 31.000 funcionários em 2019. A empresa está envolvida principalmente em televisão por satélite, produção e transmissão. A atual CEO é Dana Strong.
Inicialmente formada em 1990 pela fusão igualitária da Sky Television e da British Satellite Broadcasting, a BSkyB tornou-se a maior empresa de televisão digital paga do Reino Unido. Em 2014, após concluir a aquisição da Sky Italia e da Sky Deutschland, a empresa resultante da fusão mudou seu nome para Sky plc.
Antes de 2018, a 21st Century Fox de Rupert Murdoch detinha 39,14% do controle acionário da empresa; Em 9 de dezembro de 2016, a 21st Century Fox anunciou que concordou em comprar o resto da Sky, após uma tentativa de compra anterior da News Corporation, que foi atingida pelo escândalo de hackers telefônicos da News International. A The Walt Disney Company anunciou em dezembro de 2017 que, por sua vez, adquiriria a 21st Century Fox, incluindo a participação da Sky. No entanto, a Comcast acabou vencendo uma guerra de licitações sobre a oferta de £ 17,28 por ação. A Fox e os demais acionistas da empresa concordaram em vender suas ações da Sky para a Comcast. Antes da aquisição pela Comcast, a Sky estava listada na Bolsa de Valores de Londres e era constituinte do índice FTSE 100 e tinha uma capitalização de mercado de aproximadamente £ 18,75 bilhões (€ 26,76 bilhões) em 2018.

## História

### BSkyB

#### Formação

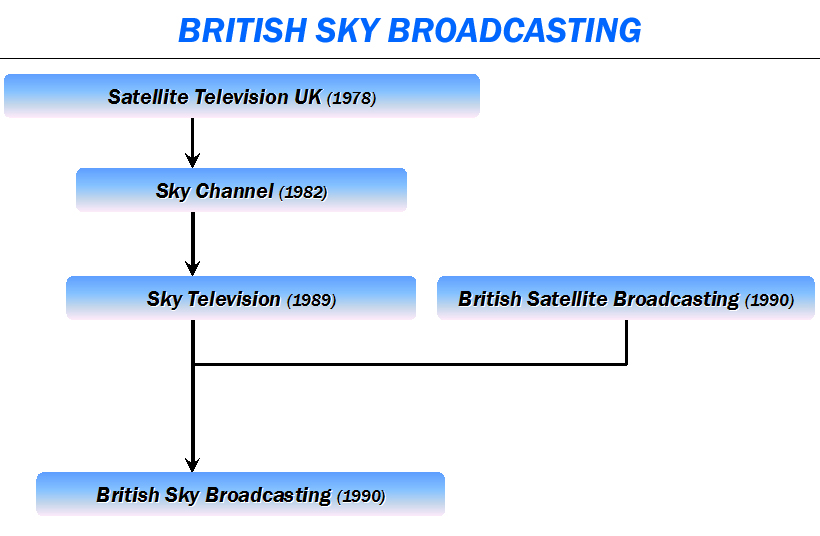
Fluxograma da formação da British Sky Broadcasting (BSkyB).

A British Sky Broadcasting (BSkyB) foi formada pela fusão da Sky Television e da British Satellite Broadcasting em 2 de novembro de 1990. Ambas as empresas começaram a enfrentar dificuldades financeiras e sofriam perdas financeiras enquanto competiam entre si por telespectadores. O The Guardian mais tarde caracterizou a fusão como "efetivamente uma aquisição pela News Corporation". A fusão foi investigada pelo Office of Fair Trading e foi autorizada um mês depois, uma vez que muitas das opiniões representadas estavam mais preocupadas com acordos contratuais que nada tinham a ver com a concorrência.
Em setembro de 1991, as perdas semanais da nova empresa foram reduzidas para £ 1,5 milhão por semana, Rupert Murdoch disse que "havia fortes razões políticas e de marketing financeiro para fazer a fusão de compromisso em vez de deixar o BSB morrer. Muitas das lições foram aprendidas com mais da metade do custo operacional da empresa combinada". Outras reduções nas perdas foram um resultado direto da adesão de 313.000 novos clientes durante o primeiro semestre de 1991. Em março de 1992, a BSkyB registrou seus primeiros lucros operacionais, de £ 100.000 por semana, com £ 3,8 milhões semanais de assinaturas e £ 1 milhão de publicidade, mas continuou sobrecarregada com £ 1,28 bilhão em dívidas. A corretora de valores James Capel previu que a BSkyB ainda estaria endividada em 2000.
A BSkyB fez sua principal aposta no esporte, comprando em 1992 por £ 304 milhões os direitos exclusivos de transmissão de jogos da Premier League inglesa; e permaneceu monopolista até a temporada 2007/2008, quando a Comissão Europeia considerou isso uma violação das leis antitruste. Quatro dos seis pacotes de jogos desta temporada custaram à empresa £ 1,3 bilhão, os dois pacotes restantes foram adquiridos pela empresa irlandesa Setanta Sport, além disso, outras empresas poderiam comprar os direitos de transmissão de jogos individuais.

#### Tornando-se uma empresa consolidada
Em 1993, o número de canais da BSkyB aumentou para 14, incluindo licenças para transmitir canais como MTV e Nickelodeon no Reino Unido, o número de assinantes naquele ano ultrapassou os 3 milhões e a empresa começou a lucrar. Em 1994, 17% das ações estavam cotadas nas bolsas de valores de Londres e Nova Iorque; isso rendeu £ 825 milhões, reduzindo pela metade a dívida da empresa. O lançamento da segunda série de satélites Astra 2 em 1998 permitiu à Sky mudar para a televisão digital, aumentando o número de canais para 140. Para desenvolver a transmissão digital no Reino Unido, uma joint venture, British Interactive Broadcasting, foi criada em maio de 1997, que incluía BSkyB e British Telecom (32,5% cada), Midland Bank (20%) e Matsushita Electric (15%). Em 2000, o número de assinantes atingiu 9 milhões, dos quais 3,6 milhões utilizavam o formato digital; em Outubro de 2001, a radiodifusão analógica foi descontinuada; A transição para o formato digital ocorreu sob a liderança de Tony Ball, que dirigiu a empresa de 1999 a 2003. Em novembro de 2003, o filho de Repurt Murdoch, de 30 anos, James Murdoch, tornou-se o chefe da empresa. A partir de 2006, a Sky passou a oferecer seus programas através de redes de acesso à Internet em banda larga. Em junho de 2010, a News Corporation fez uma oferta pela propriedade total da BSkyB. No entanto, após um escândalo de hacking telefônico da News International, críticos e políticos começaram a questionar a adequação da proposta de aquisição. A reação resultante forçou a News Corp. a retirar sua oferta pela empresa em julho de 2011. O escândalo forçou a renúncia de James Murdoch, que era presidente da BSkyB e da News International, de seus cargos executivos no Reino Unido, com Nicholas Ferguson assumindo como presidente da BSkyB.

#### Aquisições europeias
Em 12 de maio de 2014, a BSkyB confirmou que estava em negociações com seu maior acionista, a 21st Century Fox, sobre a aquisição da participação de 57,4% da 21st Century Fox na Sky Deutschland e de 100% na Sky Italia. A empresa ampliada (apelidada de "Sky Europe" na mídia) consolidaria os ativos europeus de TV digital da 21st Century Fox em uma única empresa. O acordo de aquisição de £ 4,9 bilhões foi anunciado formalmente em 25 de julho, onde a BSkyB adquiriria as participações da 21st Century Fox na Sky Deutschland e na Sky Italia. A BSkyB também fez uma oferta de aquisição obrigatória aos acionistas minoritários da Sky Deutschland, resultando na aquisição de 89,71% do capital social da Sky Deutschland] pela BSkyB. As aquisições foram concluídas em 13 de novembro.

### Sky plc
A British Sky Broadcasting Group plc mudou seu nome para Sky plc para refletir as aquisições europeias, e as operações no Reino Unido foram renomeadas como Sky UK Limited. A Sky plc comprou os restantes acionistas minoritários da Sky Deutschland durante 2015, utilizando um procedimento de squeeze-out para obter as ações restantes e retirar a Sky Deutschland da lista em 15 de setembro de 2015.
A The Walt Disney Company anunciou em 14 de dezembro de 2017 que iria adquirir a 21st Century Fox, incluindo sua participação na Sky plc, mas excluindo ativos específicos dos EUA. A Fox afirmou que esta compra "não alteraria [seu] total compromisso e obrigação de concluir a transação proposta". Analistas sugeriram que a transação proposta pela Disney poderia aliviar as preocupações regulatórias sobre a compra da Sky pela Fox, já que a empresa acabaria perdendo seus laços com a família Murdoch. A Disney tem um alcance de propriedade de mídia mais limitado no país do que a família Murdoch. A Sky já tinha um relacionamento com a Disney para o seu serviço Sky Cinema, que detém os direitos de TV paga de seus filmes no Reino Unido e opera um canal Sky Cinema dedicado para conteúdo Disney.
Uma guerra de ofertas começou em 25 de abril de 2018, quando o conglomerado americano de mídia e telecomunicações Comcast (proprietário da NBCUniversal) anunciou uma contraproposta pela Sky plc de £ 12,50 por ação, ou aproximadamente £ 22,1 bilhões de libras esterlinas. O diretor executivo da NBCUniversal, Steve Burke, afirmou que a compra da Sky aproximadamente duplicaria a sua presença nos mercados de língua inglesa e permitiria sinergias entre a NBCUniversal e as respectivas redes e estúdios da Sky.

### Sky Group
No início de 2018, Rupert Murdoch começou a vender parte dos ativos de sua holding de mídia; os principais concorrentes eram a Walt Disney Company e a Comcast. A Comcast concentrou-se na aquisição da Sky, na compra de ações negociadas publicamente, de outros acionistas e, finalmente, da 21st Century Fox. O custo total da aquisição da Sky foi de cerca de 40 milhões de dólares, o que, segundo os especialistas, era um preço demasiado elevado. O preço das ações da Comcast caiu 8% como resultado do encerramento do negócio. Em julho de 2018, uma participação de 20% na operadora de jogos de azar Sky Betting & Gaming foi vendida ao The Stars Group Inc. por £ 635 milhões. Em 26 de setembro de 2018, a Disney e 21st Century Fox concordam em vender 39% de participação na Sky para Comcast, por US$ 15 bilhões. Em novembro de 2018, a Sky plc foi retirada da Bolsa de Valores de Londres (as ações eram membros do índice FTSE 100 desde 1995)..

## Sky Campus

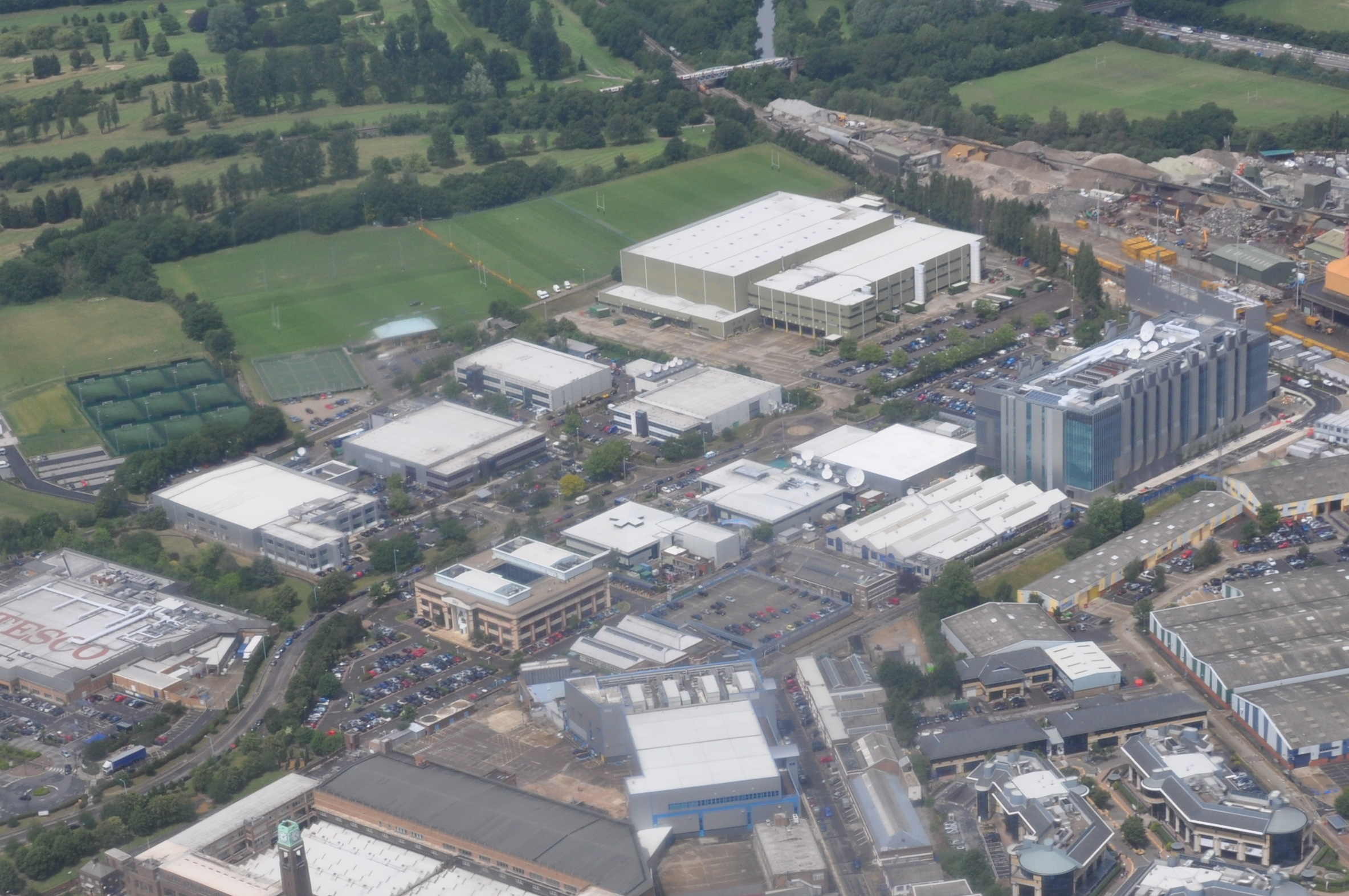
Vista aérea do Sky Campus em 2011, com apenas o edifício Sky Studios completo.

O Sky Campus é a sede da empresa Sky e abriga grande parte dos estúdios de produção de programas. O campus está localizado em Isleworth, na Grande Londres, e consiste em nove edifícios mais estruturas auxiliares, sendo que três desses edifícios contêm estúdios de televisão. Existem dez estúdios de televisão convencionais no local, juntamente com uma série de galerias, estúdios construídos especificamente para transmissão de jornais e jornais esportivos, além das instalações de pós-produção. Vários estúdios estão disponíveis para contratação por produtoras independentes. Os canais Sky Sports, Sky Sports News e Sky News usam os estúdios.
O edifício Sky Studios contém oito estúdios convencionais localizados no térreo. Existem seis galerias de produção no térreo ao lado dos estúdios convencionais, com salas de controle de som separadas ao lado de cada galeria. Qualquer estúdio pode ser controlado a partir de qualquer galeria. A Galeria 1 foi transformada em uma galeria com capacidade de produção remota para o EFL Championship. Há também a sala de controle do Studio 7 é dividida em cabines de comentários e equipamentos técnicos associados. A Sky Sports News é transmitida da Galeria 6. A Sky News tem duas galerias, PCR 21 e PCR 22. Há também uma série de galerias de produção separadas para produção esportiva remota localizadas em outras partes do edifício. 
O edifício Sky 2 é atualmente a sede da Sky Creative Agency, a equipe criativa da Sky Group. Contém dois estúdios de televisão: um automatizado e outro convencional. Ambos os estúdios compartilham uma área de cena coberta, mas possuem galerias de produção separadas. A galeria do Studio F está localizada no segundo andar, com acesso por pórtico a partir do piso do estúdio, enquanto a galeria do Studio G está localizada no mesmo nível do estúdio. Há o Sky Central, o maior edifício no local e abriga uma proporção significativa dos funcionários da Sky. Foi concluído em 2016. Há um estúdio neste edifício, localizado no 1º andar.

## Operações atuais

### Subsidiárias
| Nome                                                      | Detalhes |
| --------------------------------------------------------- | --- |
| Sky UK Limited                                            | Antes chamada Sky Television, agora é uma holding das operações da Sky no Reino Unido.                                                                               |
| Sky Subscriber Services Limited                           | Empresa operadora do serviço de televisão por assinatura da Sky. |
| Sky In-Home Services Limited                              | Instalações domésticas de antenas parabólicas e set-top boxes. |
| Sky Broadband Limited and Sky Home Communications Limited | Empresas operadoras de serviços de banda larga e telefonia da Sky, incluindo a Be Un Limited, que foi adquirida da O2.                                               |
| Sky Ireland Limited                                       | Empresa operadora do serviço de televisão por assinatura da Sky na Irlanda.                                                                                          |
| Sky Italia S.r.l.                                         | Empresa operadora de serviços Sky de televisão por assinatura, banda larga e telefonia na Itália.                                                                    |
| Sky Deutschland GmbH                                      | Empresa operadora do serviço de televisão por assinatura Sky na Alemanha, Áustria e Suíça.                                                                           |
| Sky Studios                                               | Em junho de 2019, a Sky formou o Sky Studios com os ativos de produção da Sky Vision. Excluindo a distribuição que foi transferida para a empresa irmã NBCUniversal. |
| Amstrad                                                   | Empresa britânica de eletrônicos adquirida pela BSkyB |
| Now                                                       | Uma empresa de transmissão pela Internet de propriedade da Sky. |
| Freesat from Sky                                          | Um serviço gratuito de televisão por satélite semelhante ao Freesat e Freeview.                                                                                      |
| The Cloud                                                 | Provedor de hotspot Wi-Fi público gratuito adquirido pela BSkyB. |

### Ventures
| Negócio               | Parte | Parceiro(s)                                                               | Informações gerais                       |
| --------------------- | ----- | ------------------------------------------------------------------------- | ---------------------------------------- |
| A&E Networks UK       | 50%   | A&E Networks                                                              | Opera os canais Blaze, History, H2 e CI  |
| Sky Sports Racing     | 50%   | Arena Racing Company                                                      |                                          |
| Ginx TV Ltd           | 50%   | ITV plc                                                                   |                                          |
| Jupiter Entertainment | 60%   |                                                                           |                                          |
| Skybound Stories      | 50%   | Skybound Entertainment                                                    |                                          |
| Comedy Central        | 25%   | Paramount British Pictures, parte da Paramount Global/National Amusements |                                          |
| DTV Services Ltd      | 20%   | Arqiva, BBC, Channel 4, ITV plc                                           | Gerencia e comercializa a marca Freeview |
| SkyShowtime           | 50%   | Paramount Global (através do Showtime Networks)                           |                                          |

## Antigas operações

### Subsidiárias
| Nome                   | Detalhes |
| ---------------------- | --- |
|                        | Um serviço de streaming de vídeo over-the-top na Espanha. Em 1 de setembro de 2020, a Sky España encerrou as suas próprias operações.                                                               |
| Acetrax                | Um serviço de aluguel de filmes de vídeo sob demanda. Agora fechado. |
| Sky México             | (41.3%) – com Liberty Media e Grupo Televisa Empresa operadora do serviço de televisão por assinatura Sky no México. Vendeu sua participação para DirecTV                                           |
| Sky Brasil             | (80%) – com Liberty Media e Grupo Globo Empresa operadora do serviço de televisão por assinatura Sky no Brasil. Vendeu sua participação para DirecTV                                                |
| Sky Vision             | Unidade de distribuição global de programas de TV e investimento em ativos de produção. Ativos divididos entre Sky Studios e Universal Television Distribution após a aquisição da Sky pela Comcast |
| Japan Sky Broadcasting | (JSkyB) – com SoftBank Corp. Empresa operadora do serviço de televisão por assinatura Sky no Japão. Vendido para DirecTV e posteriormente absorvido pela SKY PerfecTV!                              |

### Ventures
| Negócio                 | Parte   | Parceiro(s)                                                          | Informações gerais                             |
| ----------------------- | ------- | -------------------------------------------------------------------- | ---------------------------------------------- |
| Australian News Channel | 33.3%   | Seven Network e Nine Entertainment e operado pela Sky News Australia | Vendido para a News Corp Australia             |
| Bad Wolf                | Minoria | HBO, BBC Studios                                                     | Vendido para a Sony Pictures Television        |
| Beamly                  | 10%     |                                                                      | Vendido para a Coty                            |
| Nickelodeon UK          | 40%     | Paramount Networks UK & Australia, parte da Paramount Global         | Vendido para Paramount Networks UK & Australia |